# Рука правде (албум Елме Синановић)
Рука правде је пети студијски албум Елме Синановић издат 2000. године на аудио-касети и CDу за издавачку кућу Grand Production, а снимљен је у студију Lucky Sound. Текстове песама су јој написале Марина Туцаковић и Љиљана Јорговановић.

## Списак песама
| №   | Назив                           | Трајање |  |
| 1.  | Рука правде                     |         |  |
| 2.  | Ко тебе каменом, ти њега хлебом |         |  |
| 3.  | Чаробно, чаробно                |         |  |
| 4.  | Противотров                     |         |  |
| 5.  | Треба ми                        |         |  |
| 6.  | Крв и јагоде                    |         |  |
| 7.  | Сине стани                      |         |  |
| 8.  | О том - по том                  |         |  |
| 9.  | Верујем у чуда                  |         |  |
| 10. | Паника                          |         |  |

### Обраде песама
Елма је обрадила следеће песме на овом албуму:
- 2. Ко тебе каменом, ти њега хлебом (оригинал: Деспина Ванди - )
- 3. Чаробно, чаробно (оригинал: Ebru Gündeş - Çingenem)
- 10. Паника (оригинал: Деспина Ванди - )

## Контроверза око исплаћивања процента од продаје
Елма Синановић је изашла у јавност крајем 2018. године да јој Саша Поповић и Grand Production дугује 30.000 немачких марака од продаје овог албума, што је Саша Поповић демантовао. Према уговору, Елма је платила 30.000 марака албум и видео-касету, а Саша Поповић јој је за узврат требао дати 6% продаје албума на руке, али јој нису исплатити проценат услед занемарљиво мале продаје, јер је наводно продатно 87 CDова. Елма је јула 2019. године године поднела кривичну пријаву против Саше Поповића због утаје пореза и крађе, где је првобитно основно тужилаштво одбило пријаву, да би после жалбе прихватило тужбу, да би процес трајао неко време, да би  крајем 2022. године Елма изјавила да је тужба одбачена услед застаре.